# Garnisonskirken

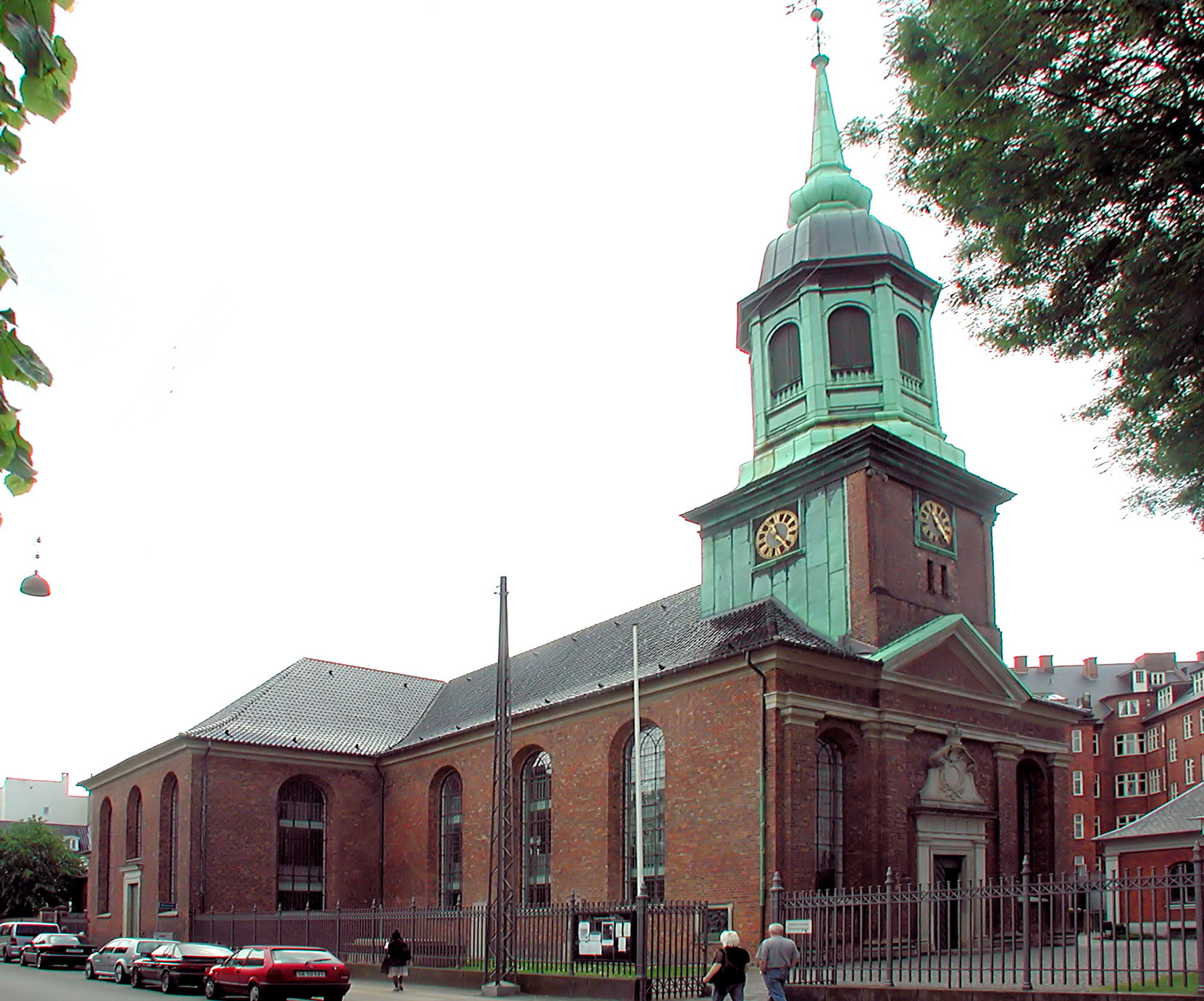
Garnisonskirken i Köpenhamn

Garnisonskirken eller Garnisons Kirke ligger i Garnisons Sogn (Garnisonsförsamlingen) i Köpenhamn vid Sct. Annæ Plads.

## Historia
I slutet av 1600-talet hade Köpenhamn utvecklats till en garnisonsstad och det fanns behov av kyrkor för den militära personalen. Flottan hade fått Holmens Kirke 1619 och Kastellet (Citadellet Frederikshavn) fick 1670 sin första kyrka, som dock var för liten för att betjäna Kastellets manskap. Resten av försvarets manskap saknade en kyrklig hemvist och var hänvisad till Holmens Kirke. Då Sophie Amalienborg brann 1689, klarade sig slottets kapell och militären övertog det. Det var emellertid dimensionerat endast för dem som bodde på slottet och därmed en otillräcklig lösning för den ständigt växande garnisonen.
Då kung Fredrik IV besteg tronen 1699 gav han tillstånd att bygga en ny kyrka till garnisonen i den södra delen av Sophie Amalienborgs park (Dronningens Have), som nu kallas Sct. Annæ Plads. Kristian V hade haft andra planer för detta område och hade tidigt skänkt en ledig tomt på Dronningens Tværgade för att bygga kyrkan på och det gjordes ritningar till denna byggnad 1697.
Dessa ritningar, som utförts av ingenjörsofficeren Georg Philip Müller, togs fram. Att han var ingenjör, mer än arkitekt, avslöjas i kyrkans regelbundna form och närmast spartanska yttre. Grundplanen är ett latinskt kors och allt var avpassat efter en modul på 10 alnar (20 fot). Byggandet påbörjades 1703 efter Müllers ritningar under ledning av Domenico Pelli, men 1704 beslutades att utvidga kyrkan eftersom den nya tomten var större och det fanns behov av så många platser som möjligt i kyrkan. Man tillsatte den nya generalbyggmästaren Friedrich von Platen som arkitekt.
Von Platen hade just kommit hem från en längre studieresa i utlandet och det förväntades att han skulle lägga till lite utsmyckningar till Müllers enkla byggnad, men han var överraskande trogen originalritningarna. Det blev primärt den västra gaveln som ändrades. Den tillfogades ett portalutsprång och mera utsmyckning, men framför allt tillkom ett ordentligt torn. Även om den ursprungliga tornspiran var mindre än dagens så var den markant större än den lilla ryttare som Müller placerat i korset mellan korsarmarna.
Trots ändringarna avslutades bygget planenligt och kyrkan invigdes den 24 mars 1706. Kyrkan fick namnet Den Herre Zebaoths Kirke (Herren Sebaots kyrka). Härskarornas Guds kyrka kan synas vara ett passande namn på en militärkyrka, men allmänheten förstod inte mycket av det. Då kyrkan 1767 fick en tysk församlingspräst med namnet Seeboth började man kalla honom Herr Zebaoth och kyrkans namn blev därmed något tvetydigt. Det blev därför vanligt, också bland kyrkans eget folk, att referera till den som Garnisonskyrkan, vilket man också gjort under planerandet och då man höll till i Slottskapellet. Det dröjde dock till 1921 innan kyrkorådet officiellt ändrade namnet till Garnisons Kirke. Formen Garnisonskirken används också.

## Orgel

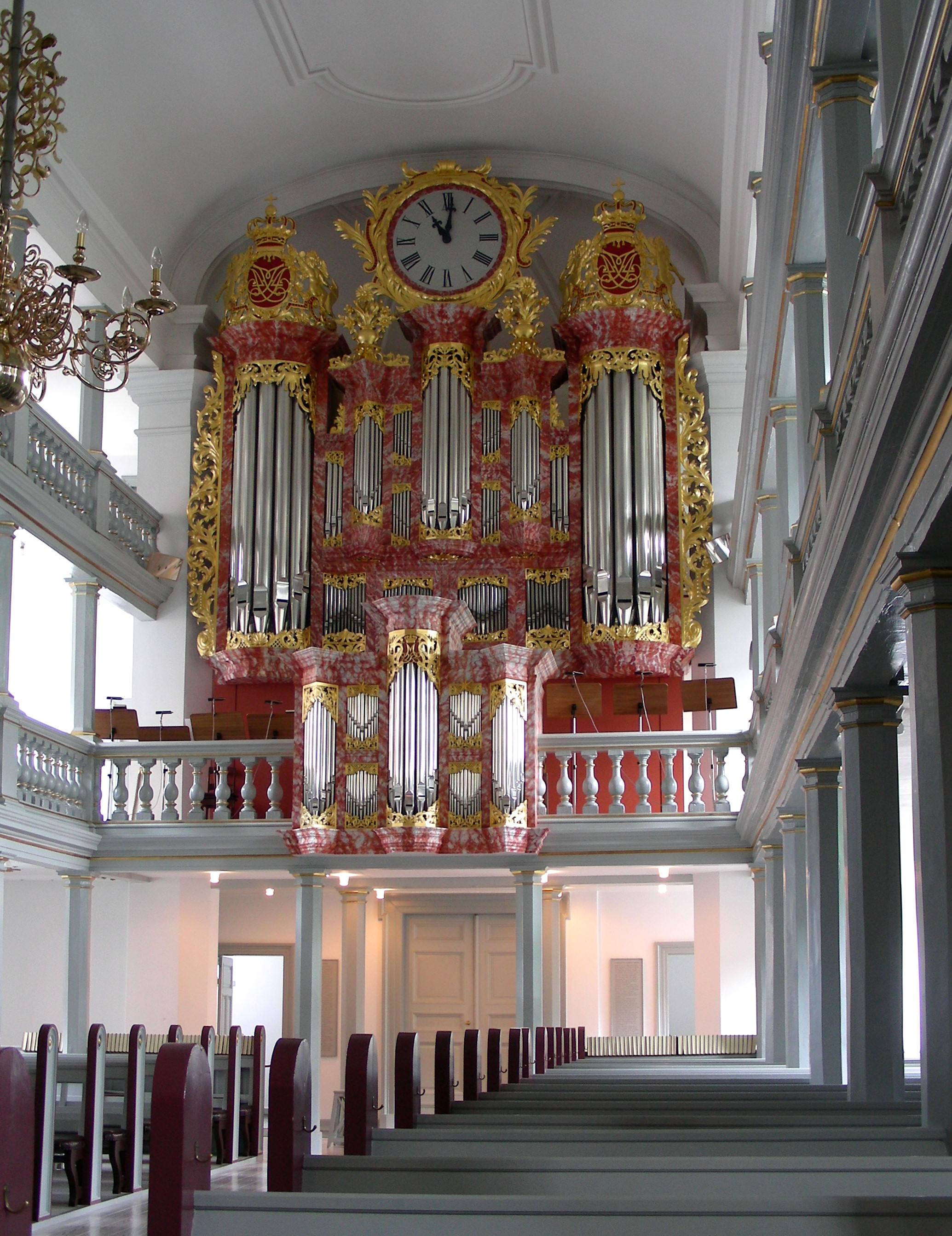
Barockorgeln.

Kyrkans orgel är byggd 1995 och är ett försök att rekonstruera originalorgeln från 1724. Den var byggd av Lambert Daniel Kastens, en tysk orgelbyggare som flyttade till Köpenhamn. Han var elev till den kände Arp Schnitger och blev Danmarks främste orgelbyggare under första halvan av 1700-talet. Rekonstruktionen, som är gjord av Carsten Lund, bibehåller originalets barockfasad men har ett nyritat ryggpositiv utfört av Lund. Alla pipor är nytillverkade.

### Diskografi
Inspelningar av musik framförd på kyrkans orgel.
- Complete organ music. Volume 10 / Bach, Johann Sebastian, kompositör ; Fagius, Hans, orgel. SACD. Bis 1527/28. Disc 5. 2005. Inspelad 1999.